# 二禅天
二禅天，佛家认为是天界中色界天的第二个层次，为已经脱离欲念，达到二禅境界的天人所居住。此天较初禅天又脱离了尋(Vitarka)、尋伺(Vicara)等心理活动，内心明净，稳定住於喜乐的境界中，故又称定生喜乐地。

## 概论
世界分为三界：欲界、色界、无色界。色界谓已脱离了欲念，但仍有色身（物质身）的天界。色界天根据禅定功夫又分为初禅天、二禅天、三禅天、四禅天四个层次，每个层次各有多级天。
二禅天自下往上依次为：少光天、无量光天、极光净天（又称光音天）。少光天谓二禅天中光明最少；无量光天谓此天光明较少光天多，而难以测量；光音天谓此天光明普照，天人交流不依赖言语，以光代替音声，开口出光明，见光明则知晓言意。
根據一些佛教經典的講法，人類及其他欲界有情眾生，並非由任何神明所創造的，而是在劫初時，從光音天降生欲界的；而大梵天王則是最先從光音天降生的，而很多有情眾生因而以為大梵天王是創世主，大梵天王也因此有著極大的我慢。

## 往生
二禅天及馀色界天，皆已脱离了世间欲望，而以禅乐为乐。若人要往生二禅天，必须通过禅定功夫达到「清净心中，粗漏已伏」的二禅境界方可。